# 핀스크

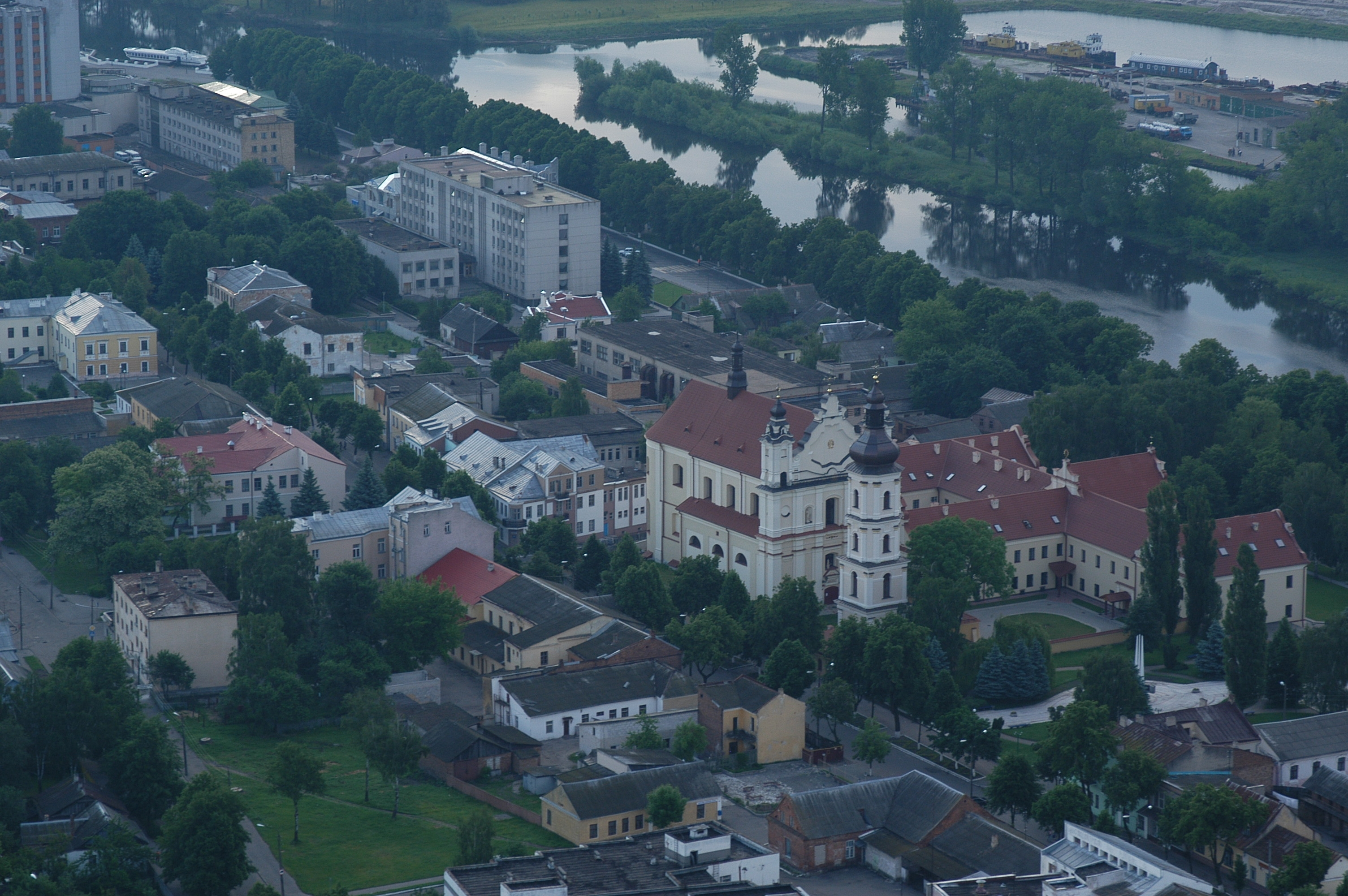

핀스크(벨라루스어: Пінск, 러시아어: Пинск)는 벨라루스의 브레스트 주에 있는 인구 12만 8300명의, 벨라루스에서 10번째로 큰 도시이다. 도시 면적의 대부분은 늪지대이다. 스트루멘강과 피나강의 합류 지역이며, 프리피야티강이 도시를 가로지른다.

## 역사
1132년에는 민스크 공국의 일부를 형성하고 있었지만, 1239년에는 몽골인이 침입했기 때문에 핀스크는 13세기말까지 다른 공국의 주요 도시가 되었다.
1941년부터 1944년까지 나치 독일에 점령되었지만, 1991년부터 벨라루스에 속하고 있다.